# 查平 (伊利諾伊州摩根縣)
查平（英語：Chapin）是位於美國伊利諾伊州摩根縣的一個村落。

## 人口
根據2010年美國人口普查的數據，查平的面積為2.59平方千米，當中陸地面積為2.59平方千米，而水域面積為0.00平方千米。當地共有人口475人，而人口密度為每平方千米183人。